# İnönü Stadı
Das İnönü Stadı (oder İnönü Stadyumu, deutsch Inönü-Stadion) war das Fußballstadion des türkischen Fußballvereins Beşiktaş Istanbul und lag im Zentrum der türkischen Metropole Istanbul direkt am Bosporus im Stadtteil Beşiktaş.

## Geschichte
Das Stadion wurde nach dem früheren Präsidenten und Mitgründer der Republik Türkei, İsmet İnönü benannt und hatte eine Kapazität von 32.086 Plätzen. Von 1947 bis 1952 wurde es İnönü-Stadion genannt. Von 1952 bis 1973 trug es den Namen Mithatpaşa-Stadion. Seit 1973 wurde es wieder als İnönü-Stadion bezeichnet. Es wurde auch Dolmabahçe-Stadion genannt, weil der Dolmabahçe-Palast in unmittelbarer Nähe liegt. Daneben wurde das Stadion von vielen Mitgliedern der Ultrà-Gruppe Çarşı, zu Ehren des Gründers der Fußball-Abteilung, Şeref Bey genannt.
Das Fi-Yapı İnönü-Stadion wurde von den Architekten Vietti Violi, Şinasi Şahingiray und Fazıl Aysu zwischen dem 19. Mai 1939 und 27. Mai 1947 errichtet. Eröffnet wurde das Stadion mit einem Freundschaftsspiel zwischen Beşiktaş Istanbul und dem AIK Solna am 27. November 1947. Beşiktaş gewann das Spiel mit 3:2. Das erste Tor im Stadion erzielte Süleyman Seba.
Im Stadion fanden jährlich die Stadtderbys von Beşiktaş Istanbul gegen Galatasaray Istanbul und Fenerbahçe Istanbul statt. Im Juni 1959 fanden dort die beiden Finalspiele der ersten nationalen Ligameisterschaft der Türkei statt, die Fenerbahçe mit 0:1 und 4:0 gegen Galatasaray gewann.
1998 wurde das Stadion für 49 Jahre an Beşiktaş Istanbul vermietet und trug seit dem den Namen BJK İnönü Stadyumu. 2004 wurde das Spielfeld um 7 Meter abgesenkt und die Zuschauerkapazität von 21.000 auf 32.086 erhöht.  Am 24. Oktober 2007 brachen die Beşiktaş-Fans im Champions-League-Spiel gegen den FC Liverpool mit 132 Dezibel den Welt-Lautstärke-Rekord in Fußballstadien. Dieser Rekord wurde um 9 Dezibel auf 141 im Spiel gegen Gençlerbirliği Ankara im Mai 2013 abermals überboten.
Am 29. September 2010 gab die Beşiktaş Futbol Yatırımları Sanayi ve Ticaret A.Ş bekannt, dass die Namensrechte des Stadions für zwei Jahre an Fi-Yapı İnşaat Sanayi ve Ticaret A.Ş übertragen wurden.

## Bilder

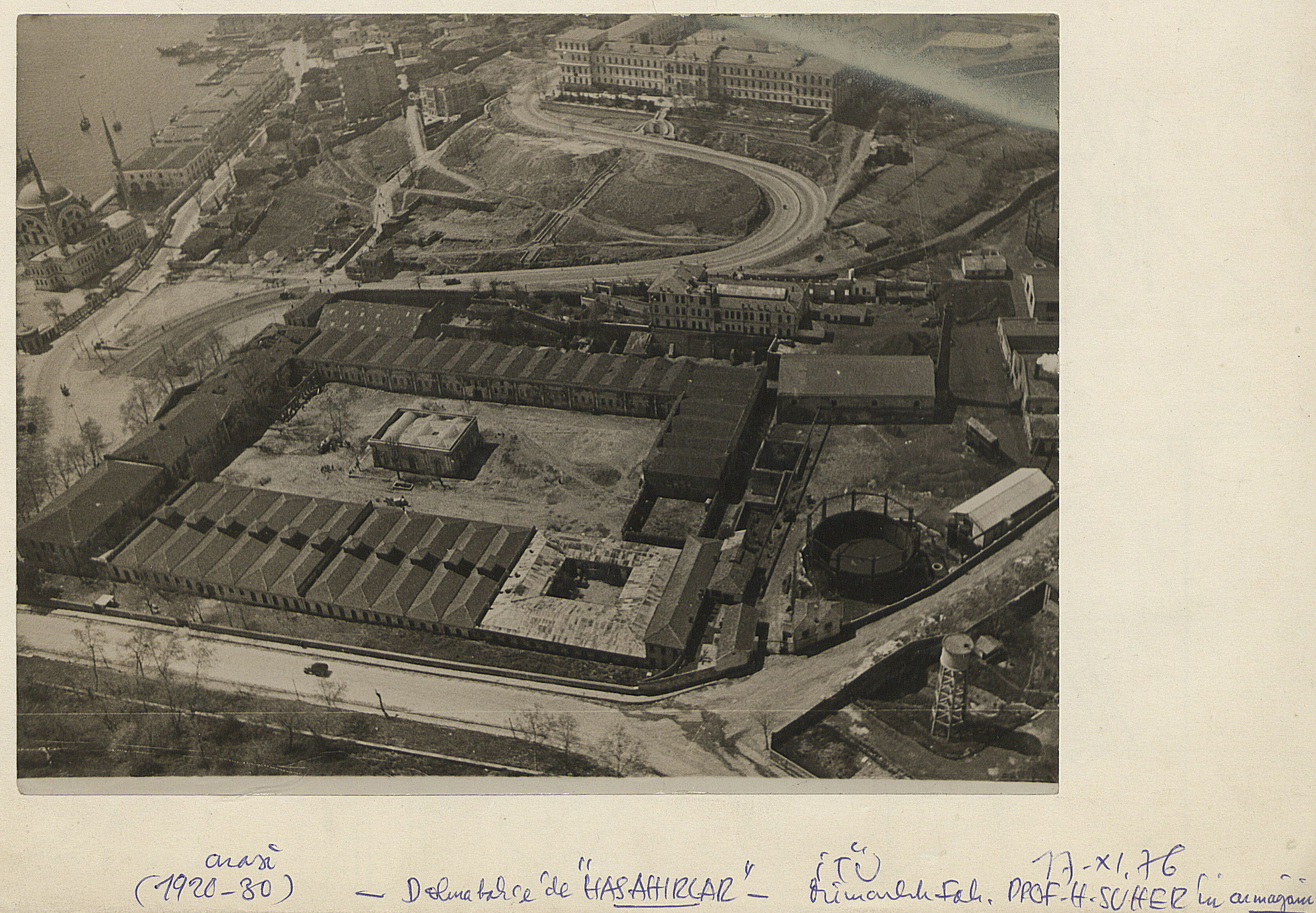
Die kaiserlichen Ställe die auf dem Grund waren
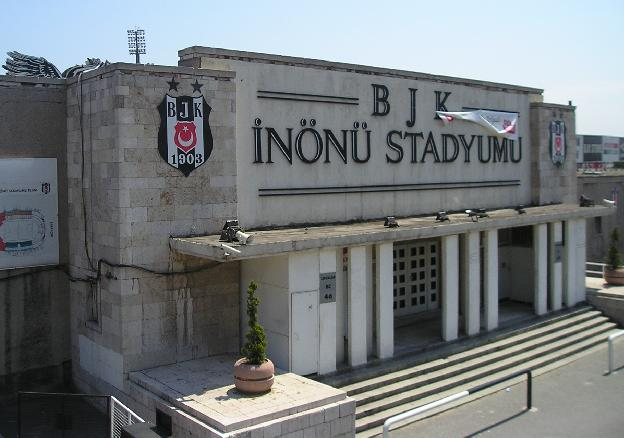
Das Tor zum Stadion (ca. 2006)
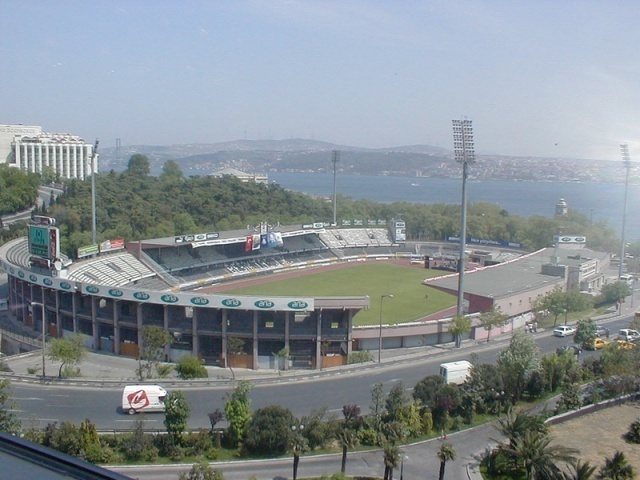
Außenansicht (2006)

## Stadionneubau
Im Dezember 2012 entschied der Verein, trotz finanzieller Belastungen, den Bau eines neuen Fußballstadions am Ort der alten Spielstätte. Mit dem symbolischen Start durch Vereinspräsident Fikret Orman am 2. Juni 2013 begann der Abriss des alten Stadions.
Der Neubau mit 41.903 Sitzplätzen sollte nach den ursprünglichen Plänen nach etwas mehr als einem Jahr im August 2014 fertiggestellt werden. Beşiktaş Istanbul wollte zunächst während des Baus in das in der Nähe liegende Recep Tayyip Erdoğan Stadı von Rivale Kasımpaşa Istanbul umziehen. Nach Protesten der Beşiktaş-Fans entschied man sich, in der Übergangszeit, in das Atatürk-Olympiastadion auszuweichen.
Das Telekommunikationsunternehmen Vodafone Türkiye erwarb im Juni 2013 die Namensrechte an der neuen Heimstätte von Beşiktaş. Der Vertrag für die Vodafone Arena hat eine Laufzeit von zehn Jahren, mit einer Option auf fünf weitere Jahre, und ein finanzielles Volumen von 116 Mio. US-Dollar.
Im Dezember 2013 ging der Verein von der Eröffnung des Stadions zum 29. Oktober 2014 am Tag der Republik aus. Auch dieser Termin konnte bei Weitem nicht gehalten werden. So war man noch im Januar 2015 mit der Montage der Betonfertigteile auf den Tribünen beschäftigt.
Die Eröffnung fand am 10. April 2016 mit einer Feier in Anwesenheit von Staatspräsident Recep Tayyip Erdoğan vor 6.000 Zuschauern statt. Das erste Spiel bestritten am 11. April 2016 Beşiktaş und Bursaspor, dem größten Rivalen außerhalb Istanbuls.